# Bugaj (Piotrków Trybunalski)
Bugaj – część miasta i osiedle Piotrkowa Trybunalskiego.

## Nazwa
Nazwa osiedla pochodzi od jeziora Bugaj, które znajduje się w pobliżu.

## Położenie
Osiedle położone jest we wschodniej części miasta.
Granicami osiedla  w przybliżeniu są ulice:
- od wschodu ul. Cementowa
- od zachodu ul. Włókiennicza
- od północy ul. Sulejowska
- od południa ul. Młynki

## Budynki
Na terenie osiedla znajdują się domy jednorodzinne oraz kamienice.